# Derbi de Ucrania

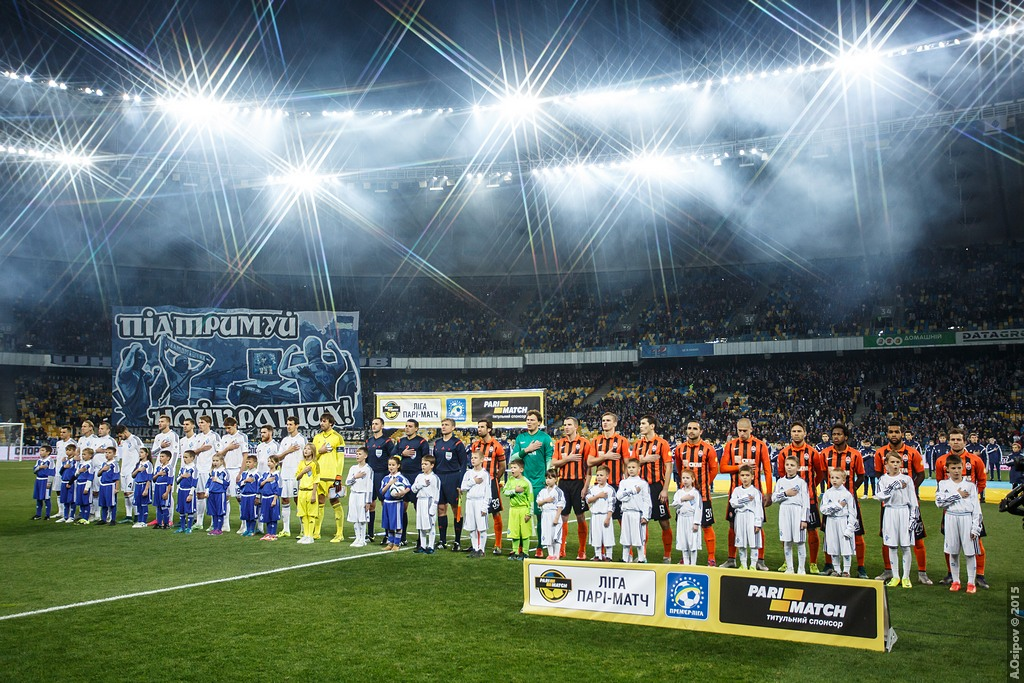
Instantes iniciales a un derbi en 2015.

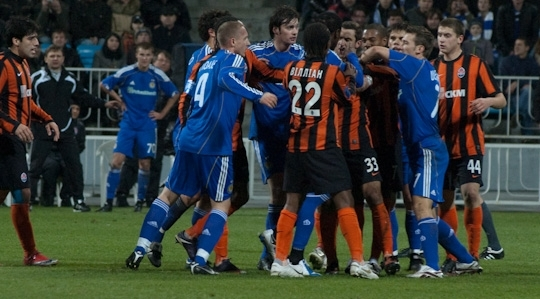
Imagen de un derbi de Ucrania.

El derbi de fútbol de Ucrania (en ucraniano: Всеукраї́нське футбо́льне де́рбі), también conocido como el clásico de Ucrania (en ucraniano: українське класико), es un partido de fútbol de gran rivalidad entre el FC Dinamo Kiev y el FC Shakhtar Donetsk, los dos equipos más laureados del fútbol ucraniano. La rivalidad futbolística deriva de la rivalidad sociopolítica, ya que Donetsk es la capital de la Cuenca Donéts, región profundamente rusófona, mientras que Kiev, capital nacional, es el principal bastión del sentimiento ucraniano, como ha podido observarse en las protestas prorrusas en Ucrania de 2014.

## Historia

### Época soviética
La primera vez que ambos equipos se enfrentaron en 1938 en Kiev en la Soviet Top Liga el Dinamo ganó 5-0. En aquellos tiempos el Dynamo Kiev era el principal representante de Ucrania en la liga soviética, mientras que el Shakhtar era un equipo más modesto que trataba de asegurar su permanencia en la liga. El equipo de Donbass, sin embargo, fue considerado como el principal representante de la república ucraniana, además del Dinamo, representando a la región industrializada más oriental y urbanizada en exceso. En algunas ocasiones incluso el Shakhtar logró situarse por encima del Dinamo en la liga, pero en la gran mayoría de las temporadas el Dinamo tuvo más éxito en los títulos y en el apartado particular con el Shakhtar. Los enfrentamientos entre ellos no eran tan populares en la liga soviética, que aún vibraba con mayor intensidad con los duelos Moscú—Kiev, particularmente entre Dynamo y Spartak.

### Época ucraniana
La tendencia de la dominación total del Dynamo continuó mucho después de la creación del propio campeonato ucraniano. En las primeras temporadas el Shakhtar ni siquiera estaba entre los principales contendientes por el título de campeón de Ucrania, que fue disputado a menudo por el Dnipro Dnipropetrovsk o el Chornomorets Odessa. En una ocasión incluso el SC Tavriya Simferopol logró una sorprendente temporada ganando el primer campeonato tras la independencia, mientras que el Shakhtar consiguió el tercer puesto de ese campeonato.

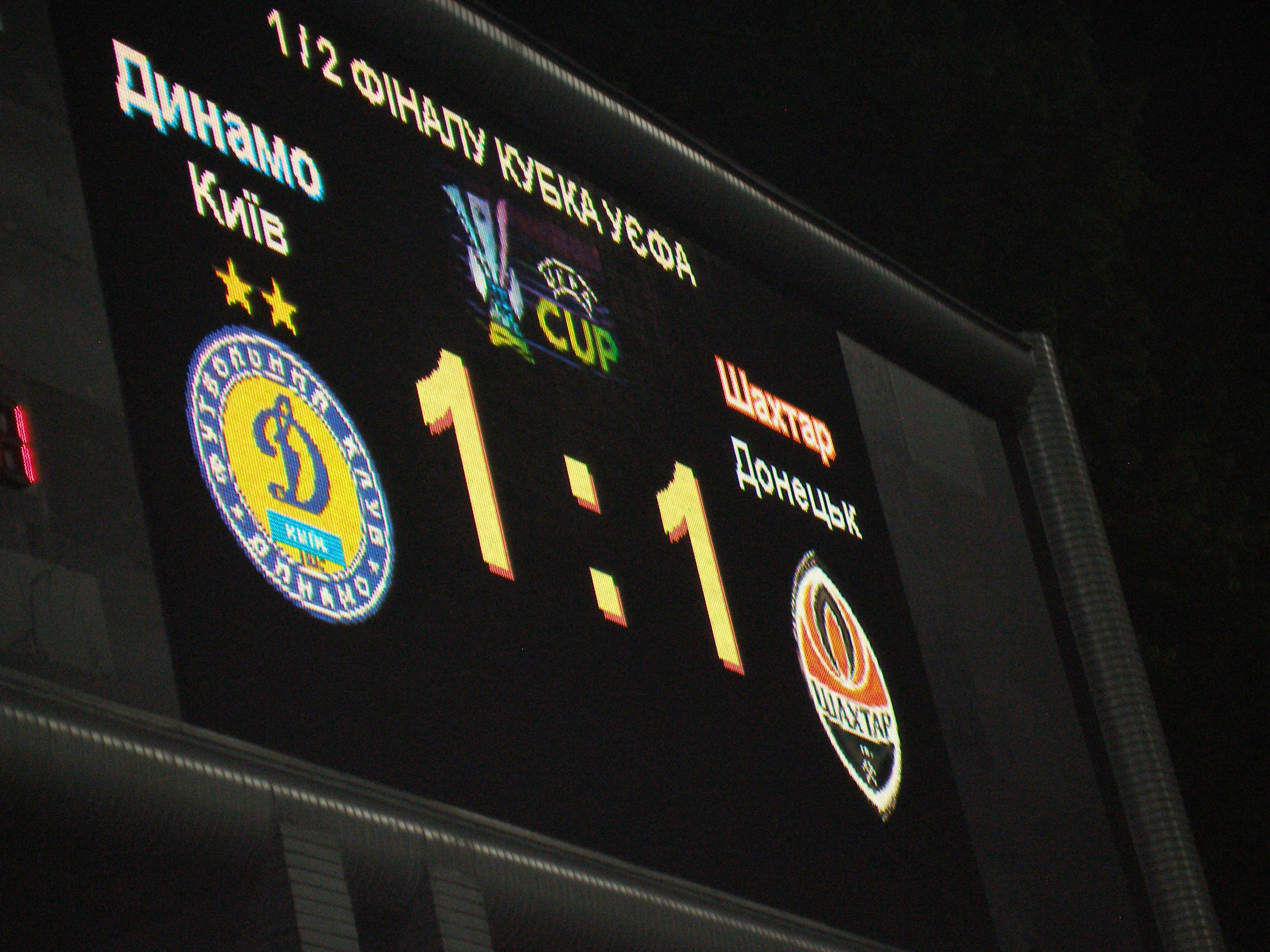
Dynamo-Shakhtar en la semifinal de la Copa de la UEFA 2008-09.

No fue sino hasta finales de la década de 1990, cuando los enfrentamientos entre Dynamo y Shakhtar obtuvieron la condición de un verdadero "derbi", ya que el club de Donetsk fue una dura competencia para Dynamo, poniendo así fin a la hegemonía del club de la capital en el fútbol ucraniano. Desde entonces, tras la llegada al poder del club del Donbass, Rinat Akhmetov, su club nunca ha estado por debajo del segundo lugar. Además tiene su propia academia de fútbol, uno de los mejores bases de formación de Europa, una importante masa social de aficionados y varios trofeos, entre los que destaca una Copa de la UEFA. Esta progresión se inició en 1996. Durante este tiempo, el club contrató a varios entrenadores, pero desde 2004 es dirigido por Mircea Lucescu, el entrenador más exitoso de la historia del club.
El Dynamo también logró importantes logros tras la creación del campeonato doméstico ucraniano. A pesar de los éxitos del club en la era soviética, fue el Dynamo de la independencia ucraniana quien logró mayor éxito en la Liga de Campeones de la UEFA, eliminando al Real Madrid en cuartos de final de la temporada por 0-2 y 3-0 respectivamente. 1998-99 con un gran Andriy Shevchenko y siendo eliminado por el Bayern Munich por un 0-1 en tiempo de adición. Después del retorno de Valeriy Lobanovskiy, entrenador del Dinamo en dos períodos 1974-1990 y 1997-2002, el equipo conseguiría 3 ligas de Europa en 2010, 2011 y 2012, siendo subcampeón en la temporada 2013 ante Chelsea.
La rivalidad entre ambos equipos adquirió un mayor escalafón cuando Shakhtar y Dynamo se enfrentaron en una de las semifinales de Copa de la UEFA 2008-09. El partido de ida fue disputado en un estadio Dynamo Valeriy Lobanovskiy de Kiev totalmente lleno y el resultado final fue empate a un gol, que dejaba la eliminatoria muy abierta. Dmytro Chyhrynskiy adelantó a los locales tras un gol en propia puerta, pero en la segunda parte Fernandinho igualó el marcador. El partido de vuelta se disputó el 7 de mayo de 2009 en el RSK Olimpiyskyi de Donetsk. Jadson adelantó al Shakhtar en el minuto 17, pero en la reanudación, Ismaël Bangoura empató el partido y la eliminatoria. Cuando el partido parecía irse a la prórroga, Ilsinho anotó el gol de la victoria a un minuto del final. El Shakhtar se convirtió, así, en el segundo equipo ucraniano —tras el Dynamo— en ganar una competición europea después de derrotar al Werder Bremen en la final.

## Estadísticas
Unión Soviética
| Competición     | Victorias Dynamo | Empates | Victorias Shakhtar |
| --------------- | ---------------- | ------- | ------------------ |
| Liga            | 41               | 26      | 15                 |
| Copa            | 2                | 0       | 1                  |
| Supercopa       | 2                | 0       | 0                  |
| Copa Federación | 1                | 1       | 3                  |
| Total           | 46               | 27      | 19                 |

 Ucrania
| Competición | Victorias Dynamo | Empates | Victorias Shakhtar |
| ----------- | ---------------- | ------- | ------------------ |
| Liga        | 25               | 17      | 25                 |
| Copa        | 6                | 0       | 10                 |
| Supercopa   | 8                | 0       | 5                  |
| Europa      | 0                | 1       | 1                  |
| Total       | 39               | 18      | 41                 |

Unión Soviética/Ucrania
| Competición     | Victorias Dynamo | Empates | Victorias Shakhtar |
| --------------- | ---------------- | ------- | ------------------ |
| Liga            | 66               | 43      | 40                 |
| Copa            | 8                | 0       | 11                 |
| Copa Federación | 1                | 1       | 3                  |
| Supercopa       | 10               | 0       | 5                  |
| Europa          | 0                | 1       | 1                  |
| Total           | 85               | 45      | 60                 |

## Liga Premier de Ucrania
La siguiente tabla muestra la posición de cada club en cada temporada. Se incluyen todos los datos hasta la temporada 2010-11.
|                  | 1992 | 92/93 | 93/94 | 94/95 | 95/96 | 96/97 | 97/98 | 98/99 | 99/00 | 00/01 | 01/02 | 02/03 | 03/04 | 04/05 | 05/06 | 06/07 | 07/08 | 08/09 | 09/10 | 10/11 | 11/12 |
| ---------------- | ---- | ----- | ----- | ----- | ----- | ----- | ----- | ----- | ----- | ----- | ----- | ----- | ----- | ----- | ----- | ----- | ----- | ----- | ----- | ----- | ----- |
| Equipos          | 20   | 16    | 18    | 18    | 18    | 16    | 16    | 16    | 16    | 14    | 14    | 16    | 16    | 16    | 16    | 16    | 16    | 16    | 16    | 16    | 16    |
| Dynamo Kiev      | 2    | 1     | 1     | 1     | 1     | 1     | 1     | 1     | 1     | 1     | 2     | 1     | 1     | 2     | 2     | 1     | 2     | 1     | 2     | 2     | 2     |
| Shakhtar Donetsk | 4    | 4     | 2     | 4     | 10    | 2     | 2     | 2     | 2     | 2     | 1     | 2     | 2     | 1     | 1     | 2     | 1     | 2     | 1     | 1     | 1     |